# 西爾卡瑞西海峽
西爾卡瑞西海峽 （英語：Helcaraxë），意為「殘酷冰川」、「堅冰海峽」，位於阿爾達之極北方，阿門洲和中土大陸唯一相連的地方，貝烈蓋爾海與外環海冰冷的海水在此匯聚。當初魔苟斯和昂哥立安在此逃回中土大陸，後來芬國昐帶領子民橫越西爾卡瑞西海峽，期間，特剛也失去了妻子埃蘭薇。